# Salzburger Landeshymne

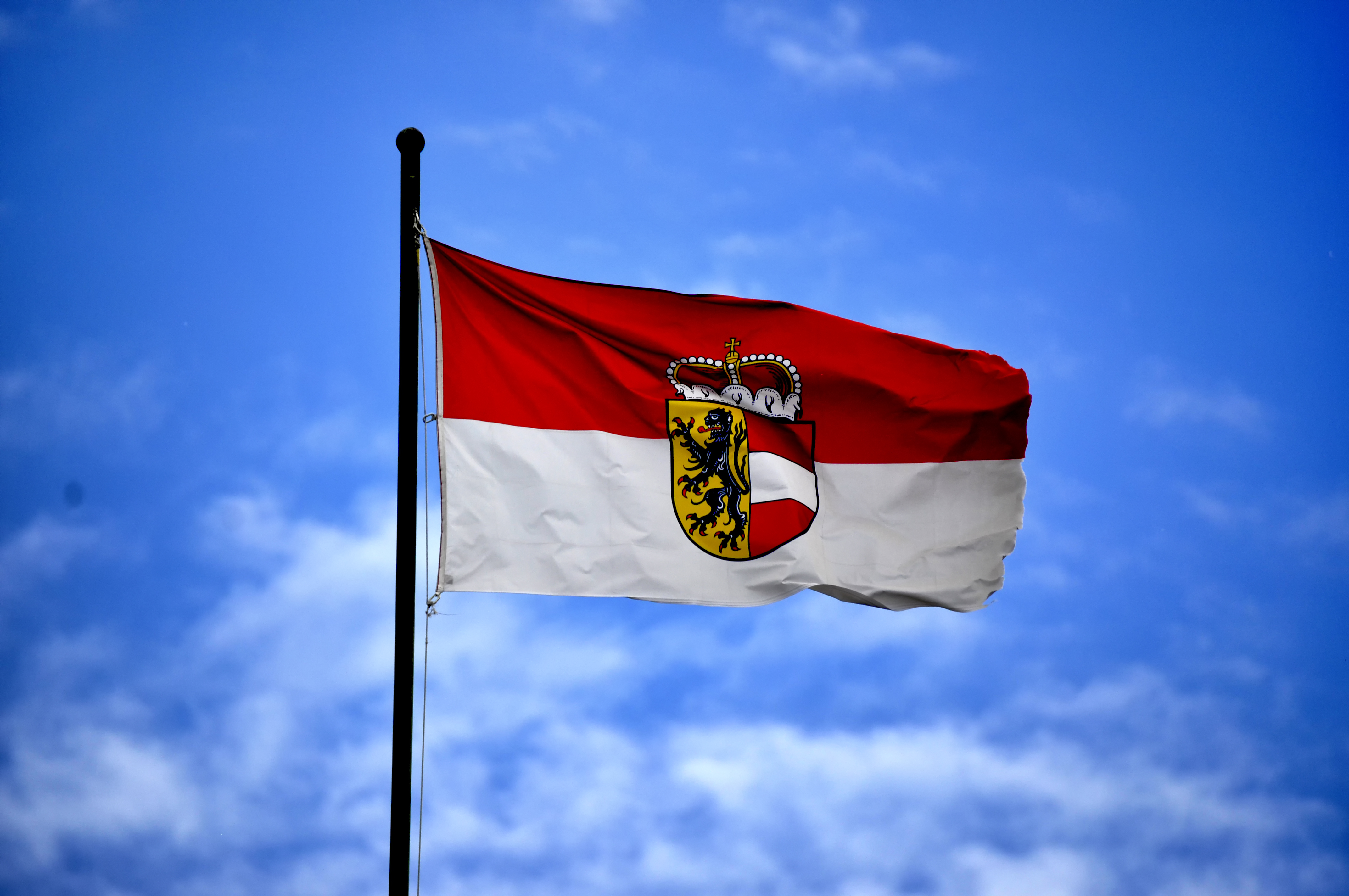
Die Salzburger Dienstflagge auf der Festung Hohensalzburg, 2017

Die Salzburger Landeshymne (Land uns’rer Väter) wurde vom Priester Anton Pichler getextet und vom Komponisten Ernst Sompek vertont. Sie wurde am 15. Mai 1928 vom Schülerchor der Knaben-Volksschule St. Andrä zum ersten Mal aufgeführt. Am 24. Mai 1928 erklärte der Salzburger Landtag das Lied zur Landeshymne.
Im April 2023 schrieb die IG Autorinnen Autoren in einem offenen Brief an die Landeshauptleute, die Salzburger Landeshymne sei problematisch, da sowohl der Komponist als auch der Verfasser des Textes kritisch zu sehen seien: Sompek war schon vor dem »Anschluss« Österreichs 1938 ein illegaler Nationalsozialist gewesen; er hatte unter anderem 1941 das Horst-Wessel-Lied für das Salzburger Glockenspiel auf dem Residenzplatz gesetzt. Der Text von Pichler, dem »kriegsverherrlichenden Priester«, sei »kitschig-pathetischer Schollenschwulst« und die Zeilen um Mozart »grammatisch verunglückt«.

## Text
1.
Land unsrer Väter, lass’ jubelnd dich grüßen,
Garten behütet von ew’gem Schnee,
dunkelnden Wäldern träumend zu Füßen
friedliche Dörfer am sonnigen See.
Ob an der Esse die Hämmer sich regen
oder am Pfluge die nervige Hand,
|: Land unsrer Väter, dir jauchzt es entgegen:
Salzburg, o Salzburg, du Heimatland! :|
2.
Wie aus des Ringes goldenem Reifen
funkelt der Demant, der Wunderstein,
grüßt aus der Hügel grünendem Streifen
Salzburg, die Feste im Morgenschein.
Und wenn die Glocken den Reigen beginnen
rings von den Türmen vergangener Zeit,
|: schreitet durch einsamer Straßen-Sinnen
Mozart und seine Unsterblichkeit. :|
3.
Sollten die Länder der Welt wir durchwallen,
keins kann, o Heimat, dir werden gleich.
Mutter und Wiege bist du nur uns allen,
Salzburg, du Kleinod von Österreich.
Scholle der Väter, hör’ an, wir geloben,
treu Dich zu hüten den Kindern als Pfand!
|: Du, der in ewigen Höhen da droben,
breite die Hände und schirme dies Land! :|

## »Inoffizielle«Hymne
Weitaus bekannter (und populärer) als die Salzburger Landeshymne ist das Lied „Mei Hoamat, mei Salzburg“ von Otto Pflanzl (Text) und Julius Welser (Musik). Oft kommt auch dem Rainermarsch von Hans Schmid eine der Landeshymne ähnliche Funktion zu.